# Ароа Морено Дуран
Ароа Морено Дуран (на испански: Aroa Moreno Durán) е испанска журналистка, поетеса и писателка на произведения в жанра социална драма, исторически роман, лирика и биография.

## Биография и творчество
Ароа Морено Дуран е родена през 1981 г. в Мадрид, Испания. Следва журналистика в Университета „Комплутенсе“ в Мадрид, специализирайки международна информация и южни страни. После получава магистърска степен по редактиране и магистърска степен по радио и телевизия от университета на Саламанка.
Прави литературния си дебют през 2009 г. със стихосбирката „Двадесет години без нови моливи“. В следващите години пише две документални книги – биографията на Фрида Кало – „Фрида Кало. Живот на живо“ от 2011 г., и на Федерико Гарсия Лорка, „Лорка. Смелата радост“ от 2012 г.
Първият ѝ роман „Дъщерята на комуниста“ е издаден през 2017 г. Той представя историята на живота на семейство испански емигранти в Източна Германия, в Източен Берлин, където животът им протича в сянката на историческите и политически събития, които се случват от 50-те години до падането на Берлинската стена. Романът е отличен с наградата „Критично око“ през 2017 г. за най-добър роман на годината. Преведен е на над седем езика.
През 2022 г. е издаден романът ѝ „Отливът“. Той разказва историята на семейство от Страната на баските през три поколения жени – от Гражданската война и изгнанието до настоящето, преминавайки през годините на тероризма на ЕТА. Романът печели наградата „Великият континент“.
Тя е преподавала журналистика и семинари по творческо писане в Мексико, сътрудничи си с различни медии, включително Mercurio, Punto y Coma, El Universo и др.
Ароа Морено Дуран живее със семейството си в Мадрид.

## Произведения

### Самостоятелни романи
- La hija del comunista (2017) – награда „Критично око“[1][2]
Дъщерята на комуниста, изд.: „Вакон“, София (2021), прев. Свидна Михайлова
- La bajamar (2022) – награда „Великият континент“

### Поезия
- Veinte años sin lápices nuevos (2009)[2]
- Jet lag (2016)

### Биографии
- Frida Kahlo. Viva la vida (2011)[2]
- Lorca. La valiente alegría (2012)